# 特羅斯季亞涅齊 (揚皮爾區)
48°21′28″N 28°13′54″E / 48.35778°N 28.23167°E
特羅斯季亞涅齊（烏克蘭語：Тростянець），是烏克蘭的村落，位於該國西南部文尼察州，由莫希利夫-波季利斯基區負責管轄，始建於1700年，面積3.91平方公里，海拔高度151米，2001年人口1,545，人口密度每平方公里395.14人。